# Fontans
Fontans ist eine französische Gemeinde mit 227 Einwohnern (Stand: 1. Januar 2022) im Département Lozère in der Region Okzitanien. Sie gehört zum Kanton Saint-Alban-sur-Limagnole und zum Arrondissement Mende. 

## Lage
Sie grenzt im Westen und im Nordwesten an Rimeize, im Nordosten an Saint-Alban-sur-Limagnole, im Osten an Saint-Denis-en-Margeride, im Südosten an Les Laubies, im Süden an Serverette und im Südwesten an Peyre en Aubrac mit Javols und Aumont-Aubrac.

## Bevölkerungsentwicklung
| Jahr      | 1962 | 1968 | 1975 | 1982 | 1990 | 1999 | 2008 | 2018 |
| --------- | ---- | ---- | ---- | ---- | ---- | ---- | ---- | ---- |
| Einwohner | 334  | 318  | 361  | 283  | 278  | 196  | 209  | 223  |

## Sehenswürdigkeiten
- Kirche Saint-Pierre aus dem 12. Jahrhundert, Monument historique[1]
- Kirche Saint-Jean-Baptiste, Monument historique

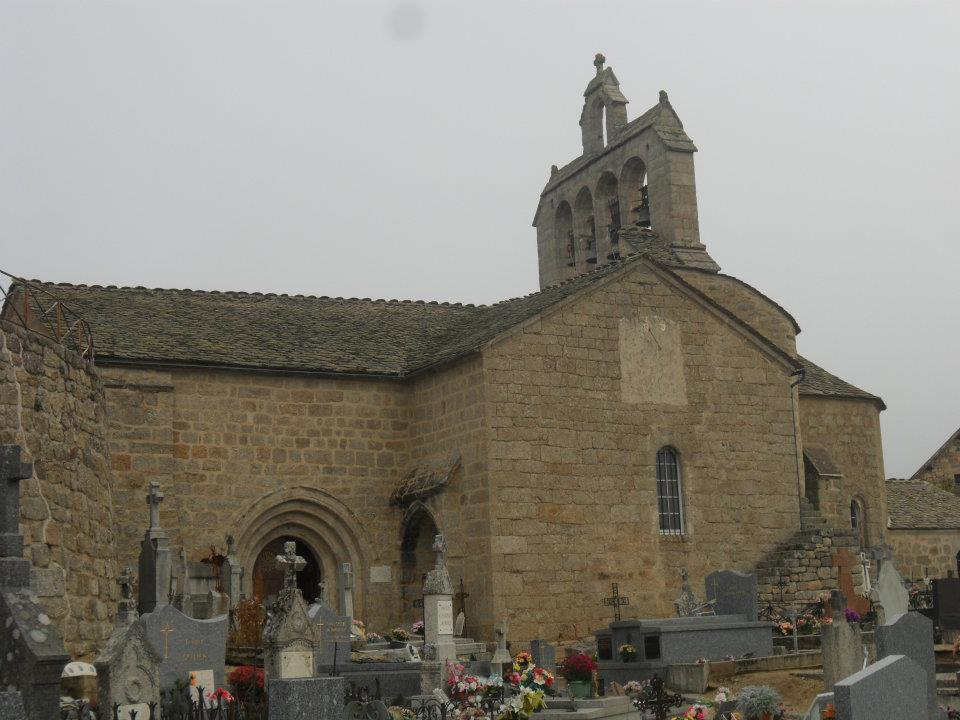
Kirche Saint-Pierre
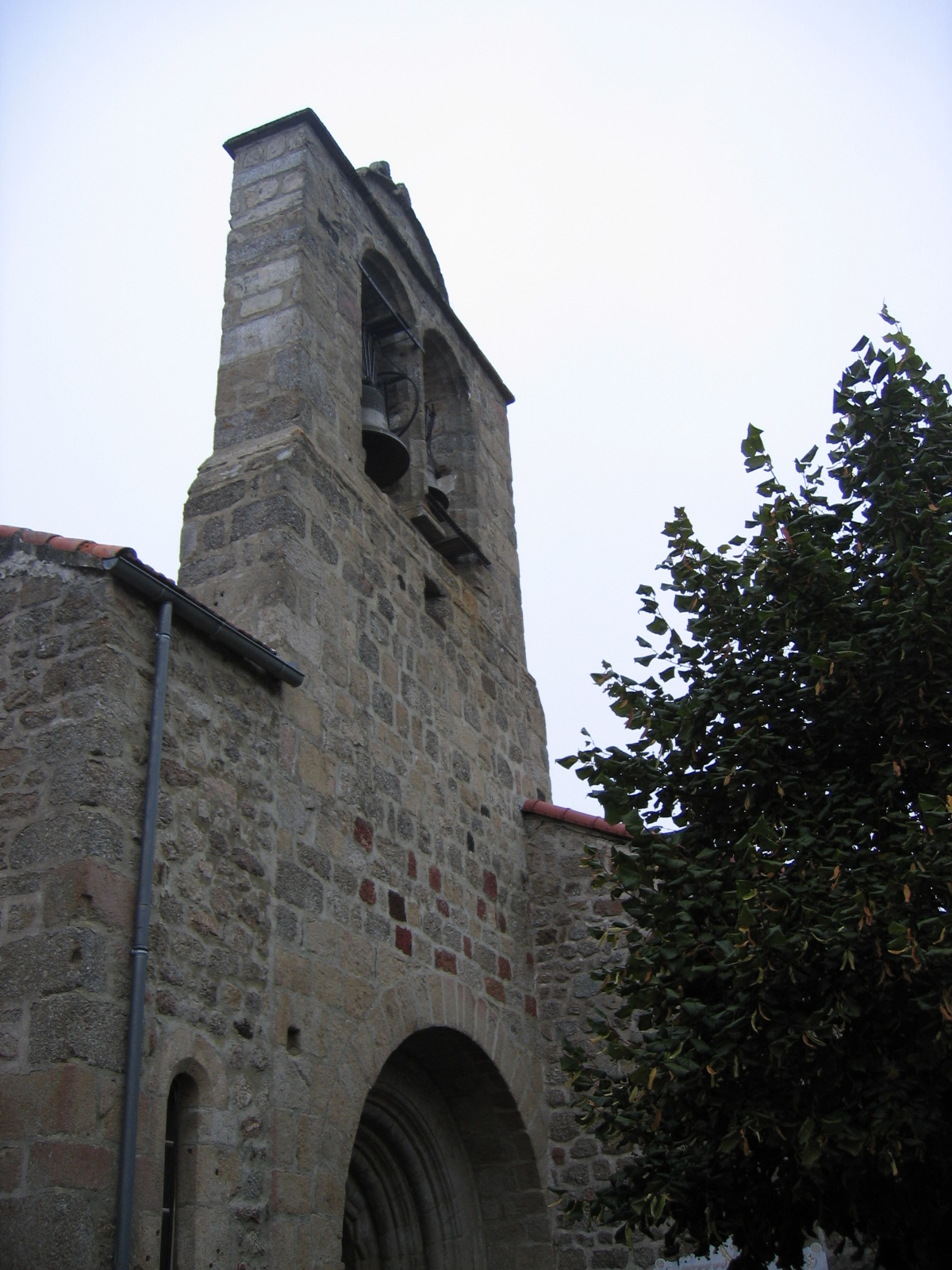
Kirche Saint-Jean-Baptiste

## Persönlichkeiten
- Francis Bestion (* 1957), römisch-katholischer Bischof von Blois